# Rhaphidophora liukiuensis
Rhaphidophora liukiuensis är en kallaväxtart som beskrevs av Sumihiko Hatusima. Rhaphidophora liukiuensis ingår i släktet Rhaphidophora och familjen kallaväxter. Inga underarter finns listade.